# Sopes

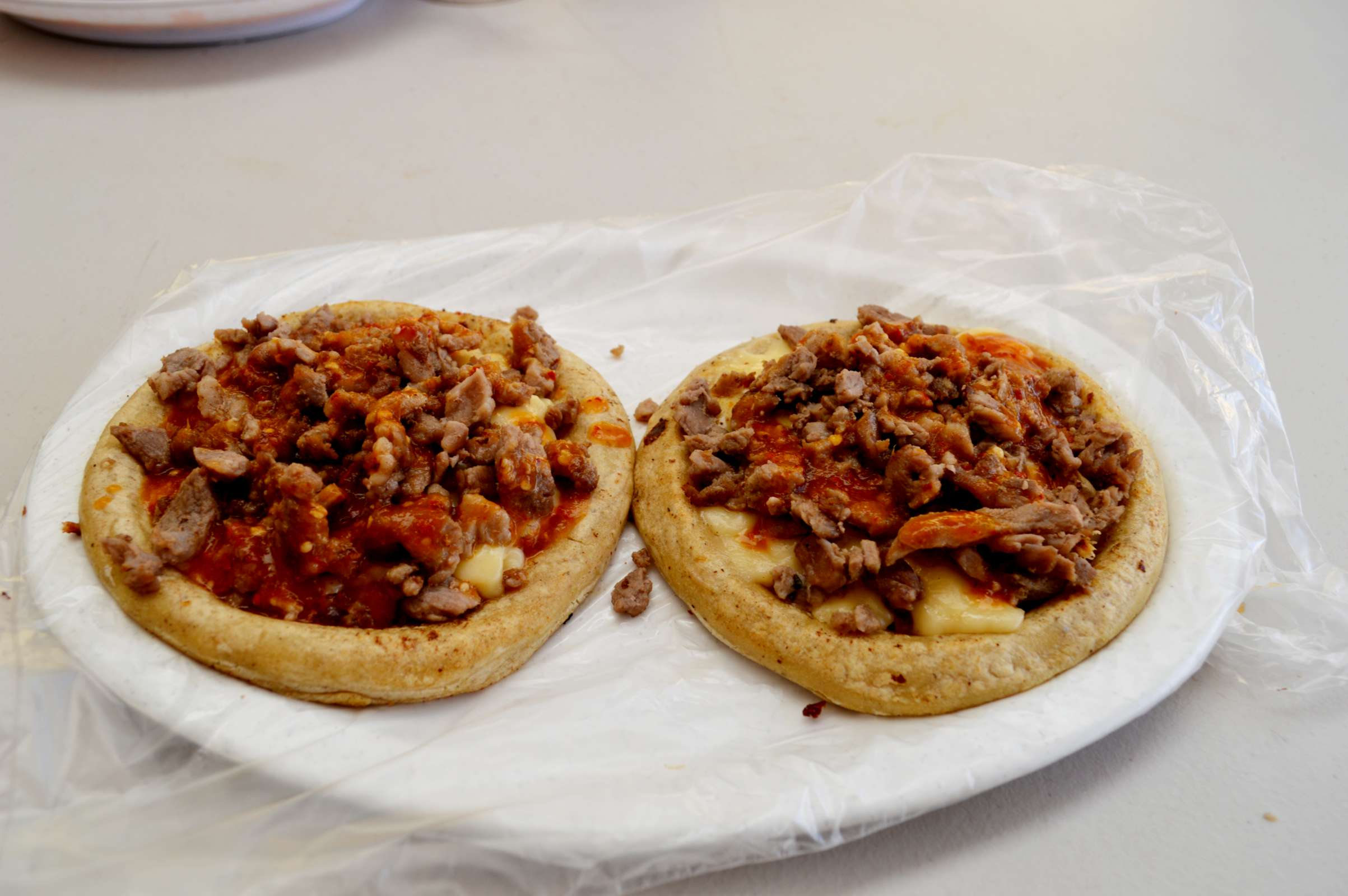
Sopes

Sopes – danie kuchni meksykańskiej, rodzaj tortilli. Jest to gorąca i miękka tortilla, na której kładzie się mięso mielone. Obok stawia się dodatki (kapusta, cebula, kolendra, biały ser, śmietana, różne salsy), z których każdy sam komponuje swoje danie.